# Alexandre Chtcherbatov
Le prince Alexandre Grigoriévitch Chtcherbatov (Александр Григорьевич Щербатов), né le 10 octobre 1850 (22 octobre dans le calendrier grégorien) à Saint-Pétersbourg et mort le 24 avril 1915 (7 mai dans le calendrier grégorien) à Varsovie, est un aristocrate russe qui fut président de la Société d'agriculture de Moscou, entrepreneur et président de l'Union russe du commerce et de l'industrie, président de l'Union du peuple russe de 1905 à 1909.

## Biographie
Il naît dans une famille des plus anciennes de l'empire russe, fils du prince Grigori Alexeïevitch Chtcherbatov, futur administrateur du district éducatif de Saint-Pétersbourg. Il est baptisé le 20 octobre 1850 à l'église Saint-Panteleïmon de Saint-Pétersbourg, son parrain étant le prince Illarion Vassiltchikov et sa marraine, sa grand-mère, la comtesse A. S. Panine.

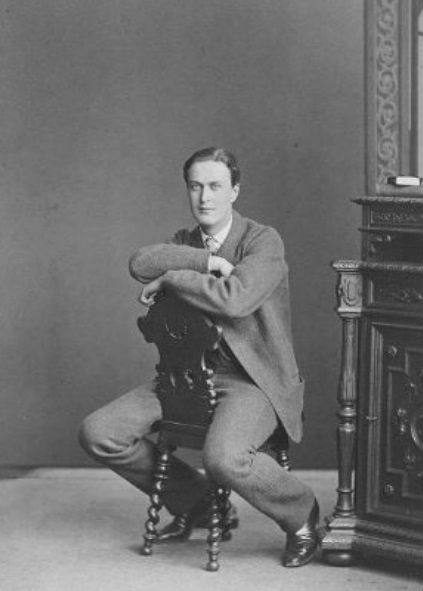
Sergueï Levitski, Le prince à vingt ans, en 1870.

Il termine l'université impériale de Saint-Pétersbourg en 1872, comme candidat, puis il sert comme fonctionnaire jusqu'en 1874. Il s'engage dans la Croix rouge pendant la guerre russo-turque de 1877-1878 et reçoit l'ordre de Saint-Vladimir de 4e classe avec épées et l'ordre de Saint-Stanislas de 2e classe. Après son mariage, il se consacre à l'exploitation de son domaine agricole et transforme son domaine de Vassilievskoïe (dans l'ouïezd de Rouza) en une ferme modèle. Il organise même des voyages pour ses paysans les plus doués en Angleterre afin de se familiariser avec les dernières technologies et leur fait visiter les expositions agricoles. Son haras est l'un des plus réputés de Russie.
Le prince est maréchal de la noblesse de l'ouïezd de Rouza en 1883-1891. En 1891, il est chargé de l'organisation humanitaire au moment de la grande disette de la région de Samara. En 1892-1905, il est président de la Société d'agriculture de Moscou.
Le prince est fidèle au trône des Romanov et monarchiste convaincu. Il participe en 1881 à la fondation de l'escouade sacrée, sorte d'organisation secrète luttant contre les agissements des terroristes révolutionnaires. En 1905, après la défaite russe face au Japon, il est un des organisateurs de l'Union du peuple russe (qu'il préside jusqu'en 1909, lorsqu'elle se scinde en une branche plus radicale). Le prince Chtcherbatov est également membre de l'organisation monarchiste l'Assemblée russe, où il s'occupe des dossiers traitant des questions économiques et financières. C'est aussi l'un des organisateurs de premier plan du congrès panrusse du peuple russe. Il en est le président à la deuxième et à la quatrième session à Moscou. Il publie en 1908 son essai La Russie renouvelée, sorte de manifeste de réformes dans la tradition conservatrice. Il y souligne que toute transformation doit être fondée sur la tradition, que « le peuple russe est puissant avec son christianisme, son État autocratique et son originalité ». En 1909, il écrit dans un autre essai intitulé La Paroisse orthodoxe est le bastion du peuple russe : « Le renouveau de la Russie et le réveil du peuple russe sont réalisables à la condition de la renaissance de la paroisse orthodoxe, pas seulement de l'Église — dans l'Église, mais aussi de la communauté — autour de l'Église » ; il croyait que, compte tenu des dangers menaçant la Russie, le peuple russe « devrait s'établir dans ses paroisses orthodoxes et apporter son soutien à travers elles à l'autocratie impériale ».
Il retourne au service de l'État en 1909 et devient membre en 1910 du comité des haras. Deux ans avant que n'éclate la Première Guerre mondiale, le prince Chtcherbatov publie son dernier essai d'importance, intitulé La Défense de l'État en Russie («Государственная оборона России»), dans lequel il exprime sa conviction que la guerre est inévitable, qu'elle risque d'être cruelle et sans principe. En analysant la défaite de la Russie dans la guerre russo-japonaise, il écrit: « Les raisons des échecs que nous avons connus sont exclusivement morales et peuvent s'exprimer par des mots : le manque de détermination dans les hautes sphères à gagner. Le tsar russe et le peuple russe ont été laissés seuls dans leur foi en leur pouvoir spirituel. »

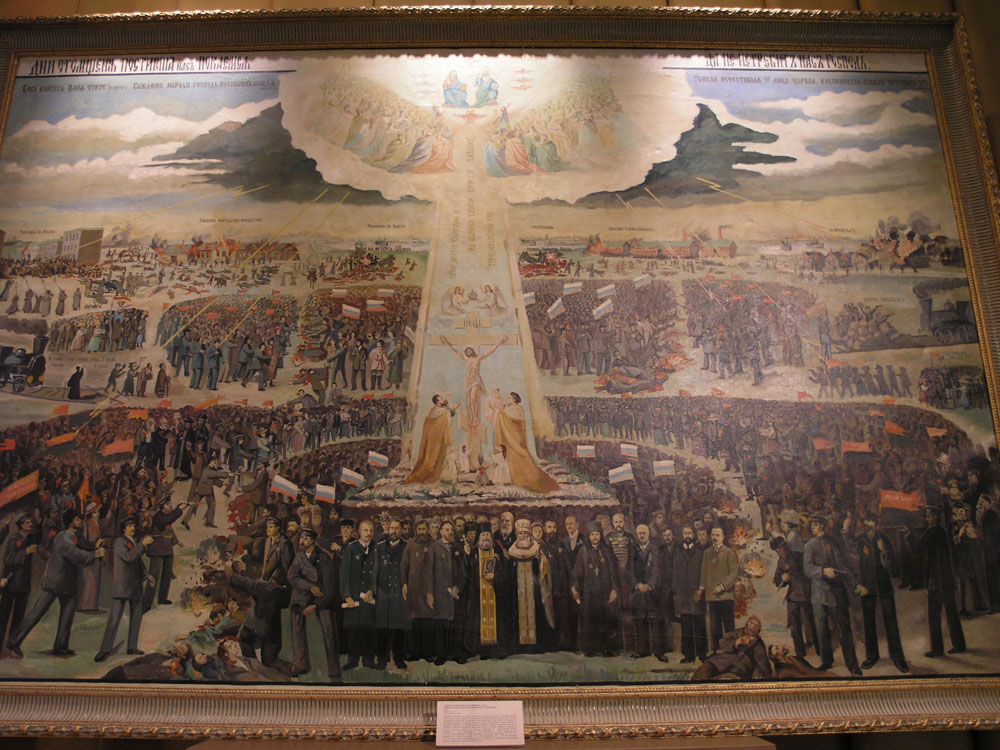
Tableau intitulé: Les jours de vengeance nous ont dépassés ... repentons-nous, que le Seigneur ne nous détruise pas (1905-1907), attribué à Apollon Maïkov (il s'est représenté dans ce tableau). Musée d'État d'histoire des religions. De la main de l'auteur, l'on peut lire: Désormais, à l'instar des anges, les principaux fondateurs de l'Union du peuple russe protègent le pouvoir du tsar des démons: 1 — l'higoumène Arsène; 2 — le protoiéreï Jean de Cronstadt; 3 — Alexandre Doubrovine; 4 — Ivan Baranov; 5 — Vladimir Pourichkevitch; 6 — Nikolaï Oznobichine; 7 — Vladimir Gringmut; 8 — le prince Alexandre Chtcherbatov; 9 — Pavel Boulatsel; 10 — Rostislav Tregoubov; 11 — Nikolaï Jedenov; 12 — Nikolaï Bolchakov; 13 — le père Sergueï Troufanov (Iliodor). Les livres saints disent que lorsque les gens se sont tournés vers l'idolâtrie, Dieu les a détruits.

En 1914, il devient l'un des fondateurs de l'Union russe du commerce et de l'industrie pour les échanges extérieurs et intérieurs, dont il devient le premier président. Pendant la guerre, le prince et la princesse Chtcherbatov organisent un hôpital pour cent personnes dans leur propriété de Vassilievskoïe. Le prince Chtcherbatov lui-même est dans l'armée active - en tant que chef de l'évacuation des blessés par le chemin de fer Alexandre. Sa femme, Olga Alexandrovna, organise un train médical à ses propres frais et le dirige. Leur fils aîné meurt le 5 avril 1915 à Pétrograd, le prince part rejoindre sa femme en Pologne où elle se trouvait avec l'armée, mais en chemin il prend froid et meurt de pneumonie à Varsovie le 27 avril 1915 (10 mai dans le calendrier grégorien) à l'âge de 65 ans.
Il laisse un certain nombre d'articles journalistiques et économiques dans Moskovskie vedomosti. Avec sa femme, il a beaucoup voyagé: deux fois ils ont visité l'Orient arabe (même au péril de leur vie), ainsi que les Indes et Ceylan, ou Singapour et traversé presque tout Java dans une direction latitudinale. Ils ont parcouru le désert syrien à cheval. Le résultat de ces voyages fut trois livres écrits par la princesse Chtcherbatova.

## Famille

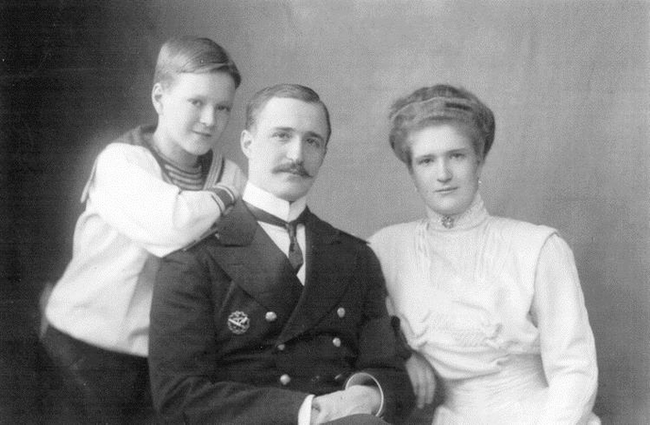
Enfants: le prince Georges, le prince Alexandre et la princesse Hélène (1909).

Il épouse le 8 avril 1879 sa cousine au 3e degré la comtesse Olga Alexandrovna Stroganova, d'une famille immensément fortunée. 
Quatre enfants sont issus de cette union:
- Dimitri (20.08.1880—12.05.1882);
- Alexandre (10.09.1881—05.04.1915), officier de marine ; épouse le 1er juillet 1907 la princesse Sophie Sergueïevna Vassiltchikova (15.09.1879—30.03.1927), fille du prince Sergueï Illarionovitch Vassiltchikov. Quatre filles: Marie (1909-1956), Olga (1910-1992), Xénia (1912-2006) et Sophie (1914-1996);
- Hélène (08.11.1889—20.11.1976), célibataire ;
- Georges (10.03.1898—13.12.1976).

## Œuvres
- Книга об арабской лошади: С рис. лошадей и табл. пород [Livre sur les chevaux arabes, ill. du prince A. G. Chtcherbatov et du comte S. A. Stroganov ] / [Соч.] Кн. А. Г. Щербатова и гр. С. А. Строганова. — СПб.: Экспедиция заготовления гос. бумаг, 1900. — [8], 177 pages, 18 planches ill.
- Денежные вопросы [Questions monétaires]. — М.: Кн-во «Союза русских людей», 1906. — 50 pages
- Земельный вопрос [Question de la terre] . — М.: Книгоизд-во «Союза Рус. Людей», 1906. — 50 pages
- Речь кн. А. Г. Щербатова на Всероссийском съезде русских людей 6-го апреля 1906 г. в Москве [Discours du prince A. G. Chtcherbatov au congrès panrusse du peuple russe du 6 avril 1906 à Moscou]: приложение к № 3 Временника Союза русских людей. — М.: Союз русских людей, 1906 (Университетская тип.). — 32 pages
- Государственное денежное хозяйство. — М.: Унив. тип., ценз. 1906. — 7 pages
- Способы выяснения вопросов денежного обращения и землеустройства. — [Москва]: Унив. тип., ценз. 1906. — 6 pages
- Хорошее управление денежным обращением есть основание государственного и народного богатства / Александр Щербатов. — М.: тип. О-ва распр[остранения] полез. книг, 1908. — 69 pages
- Обновленная Россия. — М.: тип. О-ва распр[остранения] полезн[ых] книг, 1908. — 136 pages
- Православный приход — твердыня русской народности. — М.: Рус. печ., 1909. — 25 pages
- Государственно-народное хозяйство России в ближайшем будущем. — М.: : тип. т-ва И.Д. Сытина, 1910. — 71 pages
- Заведующие военно-конскими участками: Докл. кн. А. Г. Щербатова. — М.: тип. В. М. Саблина, 1910. — 5 pages — (Всероссийский съезд коннозаводчиков 1910 года в Москве. Доклады. Общие вопросы; № 18).
- Государственная оборона России. — М.: тип. П.Т. Сапрыкина, 1912. — 69 pages.
- Православный  приход  —  твердыня  русской  народности  / Сост., предисл., коммент. И. А. Настенко / Отв. ред. О. А. Платонов. — М.: Институт русской цивилизации, 2010. — 496 с. — (Русская цивилизация)  (ISBN 978-5-902725-54-1).
- Обновленная Россия и другие работы / Князь А. Г. Щербатов. — М.: Рус. панорама, 2002 (Калуга : ГУП Облиздат). — 421, [1] с., [2] л. ил., портр. — (Возвращенное наследие: памятники экономической мысли / Рус. ист. о-во)  (ISBN 5-93165-060-1).